# Джонсон, Кэйси
Сэйл Троттер Кэйс «Кэйси» Джонсон (англ. Sale Trotter Case «Casey» Johnson; 24 сентября 1979, Флорида, США — 4 января 2010, Уэст-Голливуд, Калифорния, США) — американская светская львица, наследница бизнес-империи Johnson & Johnson, актриса, фотомодель и писательница.

## Биография
Кэйси Джонсон родилась в штате Флорида в семье Роберта Вуда Джонсона IV, правнука одного из основателей Johnson & Johnson и владельца Нью-Йорк Джетс и Нэнси Сэйли Фрей Рашад, бывшей модели. Её родители развелись в 2001 году после 24 лет брака. У Кэйси было две родных сестры — Джейми (1982) и Дейзи (1987), а также два сводных брата по отцовской линии — Роберт (2006) и Джек (2008). Брат Кэйси — Роберт и её дочь Ава-Монро — одногодки.
В восемь лет у Кэйси обнаружили диабет и её отец вступил в ряды фонда 'Juvenile Diabetes Research', активно спонсируя поиски лекарства.
В возрасте 14 лет, Джонсон стала соавтором книги с отцом, под названием «Managing Your Child’s Diabetes» («Управление диабетом вашего ребёнка»). Она появилась на телешоу «The Fabulous Life of» и «E! Правдивая голливудская история». В 1999 году Джонсон сыграла небольшую роль в фильме «Глория» с участием Шэрон Стоун. В 2002 появилась в документальном фильме «It Girls», который был снят в 2000 во время Недели Моды в Манхэттене.

## Личная жизнь
В 2006 году Джонсон объявила о ссоре со своей тетей — Элизабет Росс «Либет» Джонсон; Кейси узнала — через несколько довольно личных электронных писем — что та отбила у неё парня, Джона Ди.
В мае 2007 года Кэйси усыновила девочку из Казахстана, Аву-Монро, которой на момент усыновления едва исполнилось 9 месяцев. Крёстной мамой девочки стала подруга детства Джонсон — Ники Хилтон.
Кэйси открыто встречалась и с мужчинами, и с женщинами. В 2008—2009 годах встречалась с Кортни Семел, дочерью исполнительного директора компании Yahoo, в январе 2009 года любовницы поссорились и Семел подожгла волосы Джонсон. В ноябре 2009 года Кейси была арестована за предполагаемое участие в ограблении Жасмин Леннард, на тот момент встречавшейся с Семел.
9 декабря 2009 года, чуть меньше, чем за месяц до смерти Кэйси стало известно о её помолвке с Тилой Текилой.

## Смерть
29 декабря 2009 года Кейси выложила в своем твиттере сообщение «Всем приятных снов. Покупаю новую машину». Через семь дней, 4 января 2010 года служанка нашла её тело в ванной в её доме в Уэст-Голливуде. Причина смерти — кетоацидоз, возникший в результате того, что больная диабетом с детства актриса не занималась инсулинотерапией.

## Фильмография и участие в ток-шоу
- 1999 — Глория / Gloria
- 2002 — It Girls / It Girls
- 2004 — E! Правдивая голливудская история / E! True Hollywood Story
- 2009 — Lost and Found / Lost and Found